# Anton Heida
Anton Heida (*1878 - datum úmrtí neznámo), byl americký gymnasta údajně českého původu, který se stal ziskem pěti zlatých a jedné stříbrné medaile nejlepším sportovcem 3. letních olympijských her v Saint Louis. Protože olympijské soutěže v gymnastice byly zároveň mezinárodními přebory USA, znamenaly pro něho tyto olympijské tituly zároveň tituly národního mistra. Předtím byl roku 1902 národním přeborníkem v přeskoku.

## Heida na 3. olympijských hrách v Saint Louis

### Víceboj jednotlivců
Zřejmě vzhledem k zařazení atletických disciplín (viz víceboj družstev) neměl Heida v této disciplíně šanci na výraznější umístění a skončil na 12. místě.

### Gymnastický trojboj
Z disciplín ve víceboji jednotlivců se vyčlenila cvičení na hrazdě, na bradlech a na přeskoku, bodový součet dal pořadí v gymnastickém trojboji. Heida byl gymnastickým specialistou, ale v konkurenci 119 závodníků ze 4 zemí skončil až na 12. místě.

### Víceboj družstev
Soutěž ve víceboji družstev se skládala z hrazdy, bradel, přeskoku, přeskoku koně našíř, běhu na 100 yardů a vrhu koulí. Účastnilo se pravděpodobně 13 družstev pouze z USA (údaje o počtu družstev se různí). Sportovci závodili individuálně a pro tým se počítaly body nejlepších šesti. Anton Heida byl členem vítězného družstva Turngemeinde Philadelphia. Pro zlatý tým dále bodovali Julius Lenhart, Philipp Kassel, Max Hess, Ernst Reckweg a John Grieb. Na 2. místě skončil tým New York Turnverein, na 3. místě Central Turnverein.

### Sdružená soutěž
Disciplínu uvádí Karel Procházka jako gymnastický sedmiboj (kromě dále uváděných disciplín ještě kruhy, cvičení s kuželi a šplh), prokazatelně se cvičilo na hrazdě, bradlech, koni našíř a v přeskoku. Soutěžilo pravděpodobně pouze pět Američanů. Body v jednotlivých nářadích se sčítaly. Za Heidou skončili George Eyser a William Merz.

### Bradla
Na bradlech získal Heida svoji jedinou stříbrnou medaili. Porazil ho George Eyser, třetí skončil John Duha. Celkem závodilo pět cvičenců, všichni byli z USA.

### Hrazda
Soutěže na hrazdě se účastnilo pět cvičenců z USA. Heida se o zlatou medaili dělil s Edwardem Hennigem, třetí byl George Eyser.

### Přeskok
Soutěže v přeskoku se účastnilo pět cvičenců z USA. Heida se o prvenství dělil s George Eyserem, třetí byl William Merz.

### Kůň našíř
Také soutěže ve cvičení na koni našíř se účastnilo pět cvičenců z USA. Heida zvítězil před George Eyserem a Williamem Merzem.